# Могила (герб)

Герб Могила

Герб Могила (пол. Mogiła) — польско-литовский дворянский герб.

## Описание герба
В красном поле — серебряная кубическая могила, в центре — один золотой крест, а по бокам, параллельно основанию, вонзены ещё два креста. Три или пять страусиных перьев в нашлемнике. Намёт на щите красный или чёрный, подложенный серебром.

## Распространение
Герб употреблялся преимущественно на территории современной Белоруссии и Литвы — (Речь Посполита).

## История герба
Род прослеживается с XIII века. Основателем был Цехан, получивший за храбрость герб Могила. С XV века Цехановичи живут на Литве и Беларусии.

## Дворянские роды
Андрукович (Andrukovich), Андрушевич (Andruszewicz), Андрушкевич (Andruszkiewicz), Беловольский (Białowolski), Быковский (Bichowski), Белевич, Билевич (Bielewicz), Биллевич (Billewicz), Богаревич (Bogarewicz), Богданович (Bogdanowicz, Bohdanowicz), Бублевский (Bublewski), Быховец (Bychowiec), Цеханович (Ciechanowicz), Черницкий (Czernicki), Даугерт (Daugiert), Довгирд (Daugird, Dawgird, Dawgirt, Dowgird), Довгирдович (Dowgirdowicz), Довнарович (Downarowicz), Дворжецкий (Dworzecki), Карчевский (Karczewski), Лопато (Łopato, Łopatto), Марухович (Maruchowicz), Марушевский (Maruszewski), Могин (Mogień), Монствиль (Monstwił), Монствилло (Monstwiłło), Монтвид (Montwid, Montwit), Моствиль (Mostwił), Рукевич (Rukiewicz), Солоух (Sołouch), Солюх (Sołuch), Станкевич (Stankiewicz), Шаевский (Szajewski), Высоцкий (Wysocki), Жадейко (Zadeyko, Zodejko, Zodeyko, Żadeyko, Żodejko), Зигмановский (Zygmanowski), Хацкевич (Chackiewicz)